# تبعیض

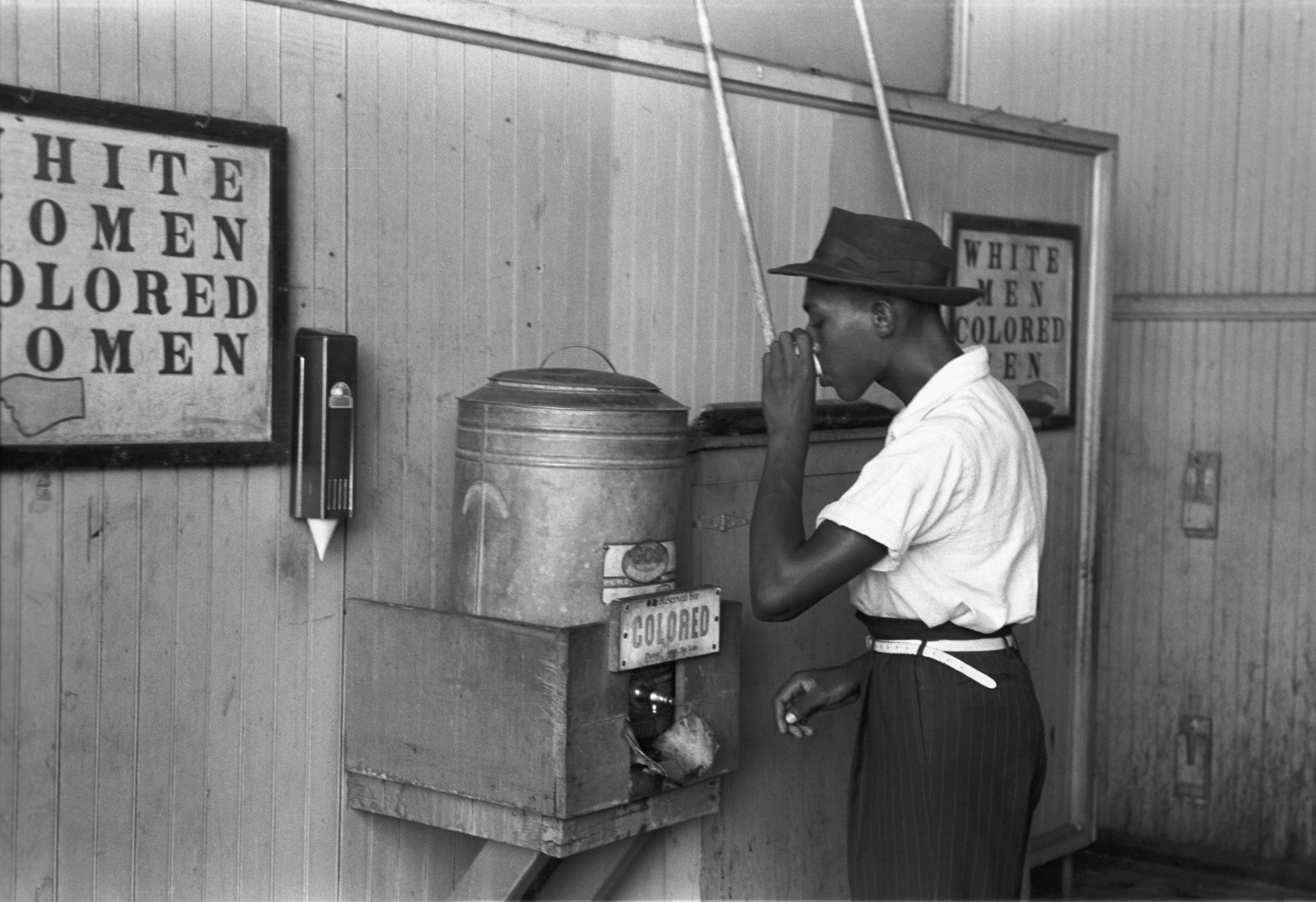
یک مرد آفریقایی-آمریکایی در حال نوشیدن از یک آب‌سردکن جدایی نژادی با نشان «سیاه‌پوست» در اکلاهما سیتی. حدود ۱۹۳۹

تبعیض در اصطلاح دانش جامعه‌شناسی، موقعیتی است که افراد در برابر نقش‌ها و موقعیت‌های برابر از مزایای اجتماعی نابرابر برخوردار می‌شوند و برخی بر دیگران و بدونِ برتری داشتن، برتری داده می‌شوند. همچنین حالتی که ویژگی‌ها و معیارهای انتسابی مبنای توزیع قدرت یا ثروت قرار گیرد؛ تبعیض نامیده می‌شود. در شرایط تبعیض، فرصت تحرک اجتماعی یکسان برای افراد وجود ندارد و افراد در آموزش یا انتخاب شغل شرایط نابرابری دارند. از عواملی که به رشد تبعیض در جامعه کمک می‌کند؛ جدایی‌گزینی مکانی افراد جامعه‌است. تبعیض نژادی، تبعیض جنسیتی، تبعیض مذهبی و تبعیض سنی از انواع رایج تبعیض هستند. تبعیض، انتساب گرایی است و ضدّ شایسته‌سالاری و گونه‌ای ستمکاری است.

## گونه‌های تبعیض

### سن‌گرایی
سن‌گرایی یا تبعیض سنی به کلیشه‌سازی یا تبعیض علیهِ یک فرد یا گروه به دلیل سنّی گفته می‌شود. سن‌گرایی همچنین مجموعه‌ای از باورها، هنجارها و ارزش‌هایی است که برای توجیهِ تبعیض بر اساس سنّ فرد به کار می‌رود.

### کاست
کاسْت نوعی نظام اجتماعی است. در این نظام مزایای اجتماعی بر اساس نقش‌های انتسابی توزیع می‌شود و نه برپایهٔ شایستگی هایِ فردی. در نظام کاست، افراد عضو در رتبه‌های مختلف، حق گذر به رتبه‌های دیگر را ندارند و باید شرایط ویژه‌ای را در رفتار و اعمال خود و رابطه با اعضای رتبه‌های دیگر رعایت کنند. کاسْت، انتساب‌سالاری است و ضدّ شایسته‌سالاری است.
کاست برپایهٔ گزارش یونیسف و دیدبان حقوق بشر ۲۵۰ میلیون نفر را در سراسر جهان تحت تأثیر قرار داده‌است.

### ناتوانی و معلولیت
تبعیض بر علیه افراد معلول به نفع افرادی که در معرض آن نیستند، توانمندگرایی نامیده می‌شود.

### استخدام
رد درخواست اشتغال یا بیکار کردن یک فرد یا اجازه ندادن به یک فرد برای درخواست شغلی، به عنوان تبعیض شغلی شناخته می‌شود. زمینهٔ این گونه تبغیض با ویژگی‌هایی همچون اختلافاتِ سنّی، معلولیّت، اختلاف قومیتی، اختلاف جنسی، قد، ملیّت، وابستگی سیاسی متفاوت با کارفرما، اختلاف مذهبی متفاوت با کارفرما، رنگ پوست متفاوت با کارفرما و وزن فرد در ارتباط است و رقم می‌خورد.

### اختلاف زبانی
مردم گاهی به واسطهٔ اختلافات زبانی با گروهِ اکثریت، تحت برخوردهای متفاوت قرار می‌گیرند و از امکانات گروه اکثریت محروم می‌شوند؛ زیرا زبانِ آن‌ها در یک گروه خاص یا دسته‌بندی خاص قرار می‌گیرد.

### تابعیّت و ملیّت
تبعیض بر پایهٔ ملیّت معمولاً در شاخهٔ قوانین استخدامی قرار می‌گیرد. تبعیض بر پایهٔ ملیّت، گاهی با تبعیض نژادی نیز همراه است، گرچه این گونه تبعیض می‌تواند بدونِ تبعیض نژادی هم اِعمال شود. پیامدِ تبعیضِ ملیّتی می‌تواند مواردی همچون ممنوعیت استخدام، بازنشستگی اجباری به محضِ تأییدِ ملیتِ متفاوت با ملیّتِ گروهِ اکثریت و عدم ارائه امکانت آموزشی به افرادِ با ملیّتِ متفاوت باشد.
در امارات متحده عربی و دیگر کشورهای شورای همکاری خلیج فارس، غالباً ملیّت به تازه‌واردان و مهاجران داده نمی‌شود.

### تبعیض نژادی
نژادپرستی یا تبعیض نژادی به تعریف بسیار ساده، هر دو نوعی از پیش‌داوری و تبعیض است که متمرکز بر تفاوت‌های نژادی حاصل از تفاوت‌های ظاهریِ جسمی و نیز تفاوت‌های فرهنگی حاصل از زبان، آداب و رسوم، دینی، تاریخی و امثال آن است. برای مثال؛ سفید بودن می‌تواند نشانهٔ برتری باشد.
تفاوت‌های نژادی و قومی میان افراد می‌تواند حسّ تفاوت و متفاوت بودن و در نتیجه تبعیض نژادی و قومی را ایجاد کند و منجر به شکل‌های مختلفی از مجازات‌های قومی شود.

### منطقه
تبعیض منطقه‌ای و تبعیض نسبت به مردمان یک منطقهٔ جغرافیایی می‌تواند به دلایل سیاسی، اقتصادی، دینی، فرهنگی، نژادی ایجاد شود و موجب کاهش امکانات برای مردم آن منطقه شود.

### تبعیض دینی
تبعیض دینی برپایهٔ تعریف سازمان ملل متحد عبارت است از تبعیضی که بر فرد به دلیل دین وی تحمیل می‌شود. این تبعیض‌ها می‌تواند از جلوگیری از تحصیل رایگان، گرفتن پُست‌های دولتی یا استفاده از سیستم بهداشتی باشد. در حالت‌های خیلی وخیم ممکن است که به دستگیری یا کشتار افراد مورد تبعیض‌واقع‌شده بینجامد. در تبعیض دینی، وجود اختلاف دینیِ اقلیّت با اکثریت جامعه، موجب تبعیض می‌شود.

### تبعیضِ جنسیتی
تبعیض جنسیتی، جنسیت‌زدگی یا سکسیسم (به انگلیسی: Sexism) به‌معنی باور یا نگرشی است که یک جنسیت یا جنس را پَست‌تر از دیگری و درجه‌دوم می‌داند. پیامدِ این امر، تبعیض منفی نسبت به انسان‌ها و بر پایهٔ هویتِ واقعی یا فرضی جنسیتی ایشان است. این مفهوم همچنین می‌تواند در اشاره به نفرت یا بدگمانی نسبت به یک جنس یا کلیشه‌ای کردنِ مردانگی در رابطه با مردان و زنانگی در رابطه با زنان باشد. تبعیضِ جنسی به‌طور سیستماتیک، تاریخی و فرهنگی در جهتِ فرودست کردنِ زنان و دختران به‌کار رفته‌است. پیامدِ تبعیضِ جنسیتی می‌تواند به گونه‌های آزار جنسی، تجاوز جنسی یا انواعِ خشونت جنسی خود را در جامعه نشان دهد.

### نخبه‌گرایی
در تعریفی از «ویلفردو پاره تو» نخبه کسی است که ذاتاً دارای امتیازات هوشی، جسمی و روانی است که او را بر دیگران برتری می‌بخشد.
واژهٔ نخبه‌گرایی ممکن است برای توصیف وضعیتی به کار رود که در آن قدرت در دستان شمار افراد محدودی متمرکز گردد. مخالفان نخبه گرایی، عبارتند از نخبه ستیزی، مساوات‌خواهی، عوام‌گرایی و فلسفه سیاسی پلورالیسم. نظریه نخبگی تحلیل علوم سیاسی یا جامعه شناسانه تأثیر نخبگان بر جامعه است: نظریه پردازان نخبگی پلورالیسم را ایده‌آلی اتوپیایی می‌دانند.

### تبعیض ظاهری
تبعیض ظاهری منظور از ظلم و تبعیض و تمسخر و تحقیر درباره با یک ظاهر خاص است.
افسانه‌سازی و کلیشه‌سازی و شخصیت منفی نشان دادن شخصیت‌های منفی در داستان با یک ظاهر خاص هم تبعیض ظاهری حساب می‌شود، که در داستان‌های پریان با کلیشه سازی، تصورات نادرست و غیراخلاقی ای را از انواع ظاهر در ذهن ما ثبت می‌کند.
توهین به ظاهر افراد و تحقیر یا تشویق‌ها و معیاربندی‌های ظاهری و تمسخرها و قضاوت افراد از ظاهرشان نیز تبعیض ظاهری محسوب می‌شود.
حرف‌های توهین آمیز به ظاهر افراد و جانداران مانند:
ظاهر ز.ش. ت، ظاهر ت.ر.س.ن.ا. ک
قضاوت‌های ظاهری نیز در این نوع تبعیض وجود دارند، مانند اینکه دماغ بزرگ‌ها را ساده لوح و فریبکار و افراد گوش لبه دار و بلند را شیاد نشان می‌دهند.
تبعیض‌های ظاهری به افراد
دماغ بزرگ، ابرو پرپشت، ابرو پیوسته‌های پرپشت، افرادی که صورتشان خال‌های زیادی دارد،
افراد سر بی مو (بدون بیماری و کمبود ویتامین)
افرادی که عینک می‌زنند، افرادی که گوش بلند و گوش لبه‌دار هستند، افرادی که گوش‌های بزرگی دارند، افراد درشت اندام و افراد کوچک اندام (منظور اضافه وزن و کمبود وزن نیست، بلکه اندام طبیعی یک فرد از نوزادی و بدون هیچ بیماری و اختلالی باشد)، افراد دارای قد بلند و افراد دارای قد کوتاه

### تبعیض ظاهری در جانداران
برخی از جانداران بخاطر نوعی ظاهر، مورد تبعیض قرار گرفته‌اند و در بعضی اوقات به انقراض آنها بخاطر ظاهرشان اهمیتی داده نمی‌شود.